# Meandry Staré Odry
Meandry Staré Odry je přírodní památka poblíž obce Jeseník nad Odrou v okrese Nový Jičín. Oblast spravuje AOPK ČR Správa CHKO Poodří. Důvodem ochrany je zbytek původního meandrujícího koryta Odry s množstvím tůní a břehovitými porosty s pestrou skladbou.

## Flóra
Cenné jsou hlavně břehové porosty podél meandrujícího toku. Rostou zde převážně dřeviny jako jasan ztepilý, jilm vaz, dub letní, střemcha obecná, olše lepkavá, olše šedá, vrba křehká, vrba bílá a lípa srdčitá.
Na periodicky zaplavované louce, která je také součástí přírodní památky, roste mino jiné krvavec toten.

## Fauna
Tůně poskytují útočiště mnoha druhům živočichů a slouží k rozmnožování obojživelníkům. Na louce se vyskytuje mimo jiné chráněný modrásek bahenní.

## Galerie

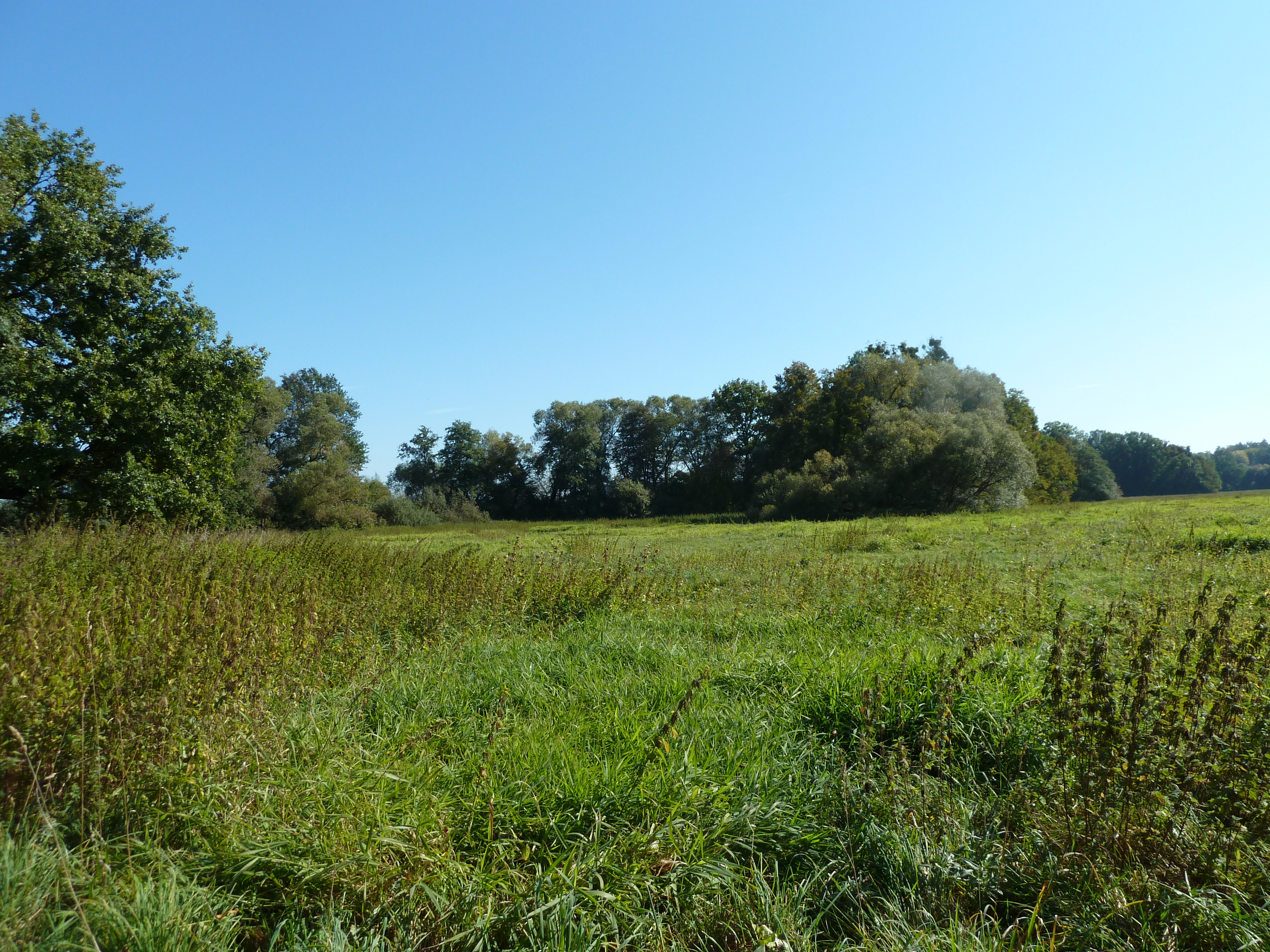
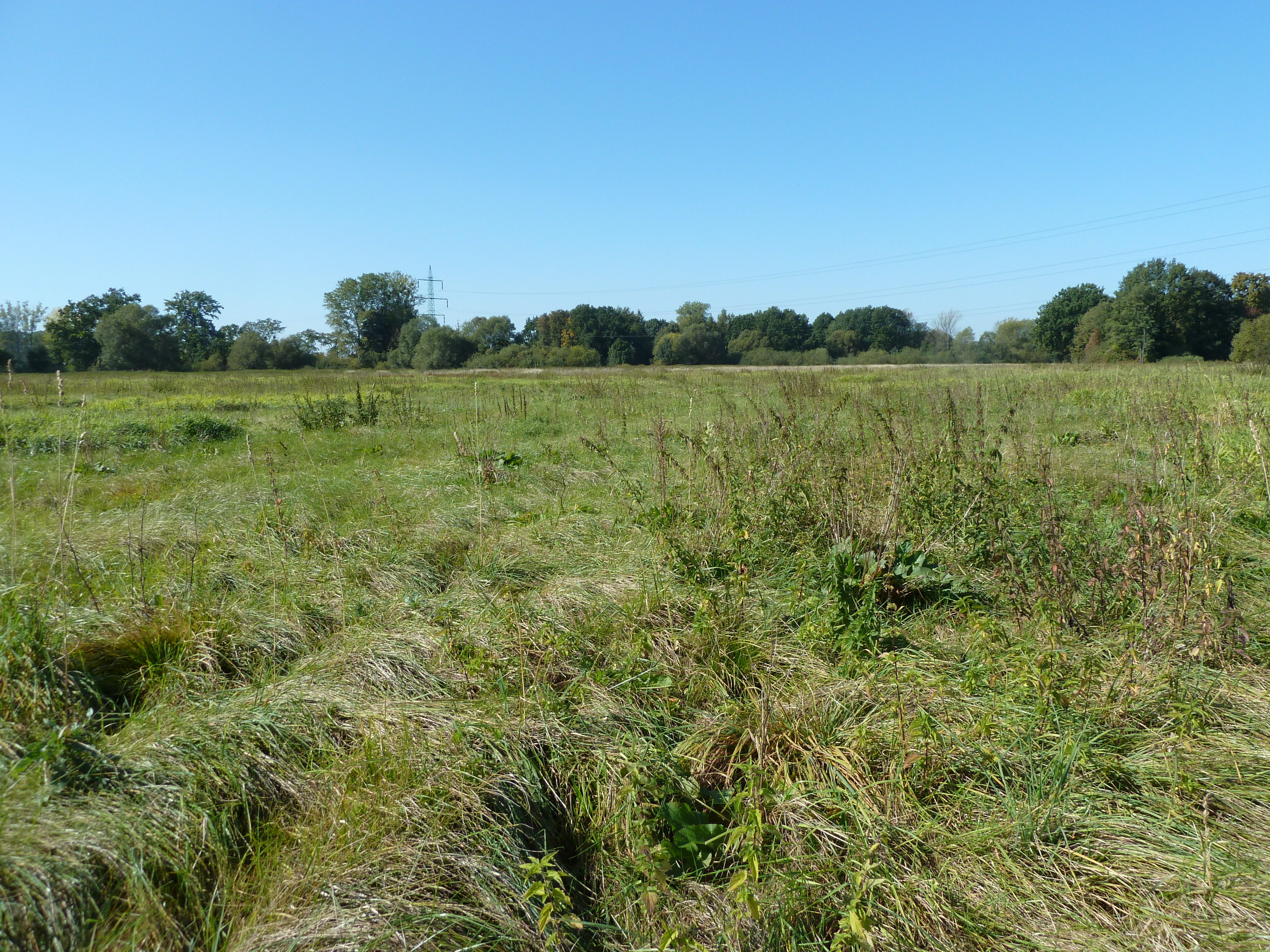
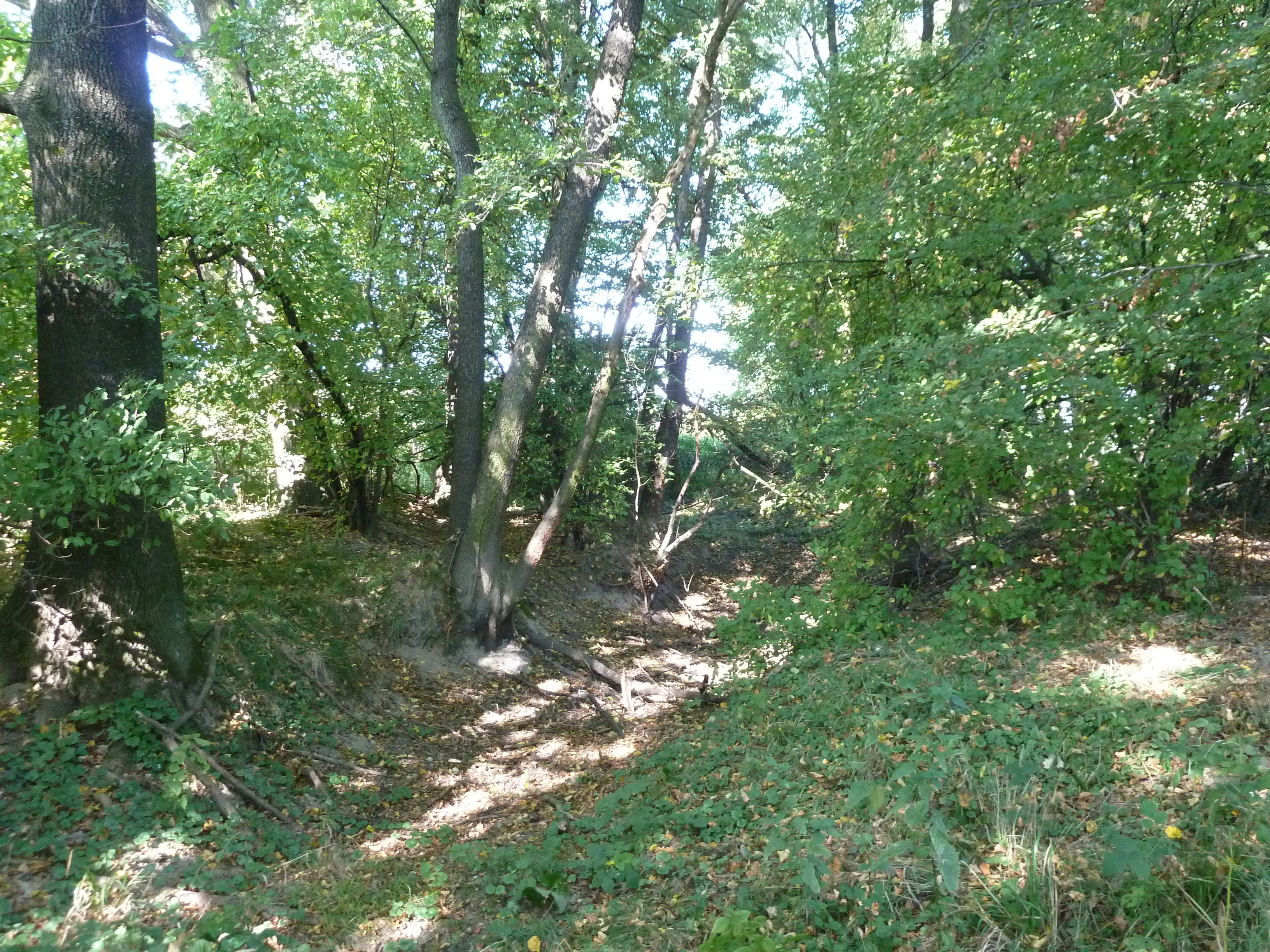
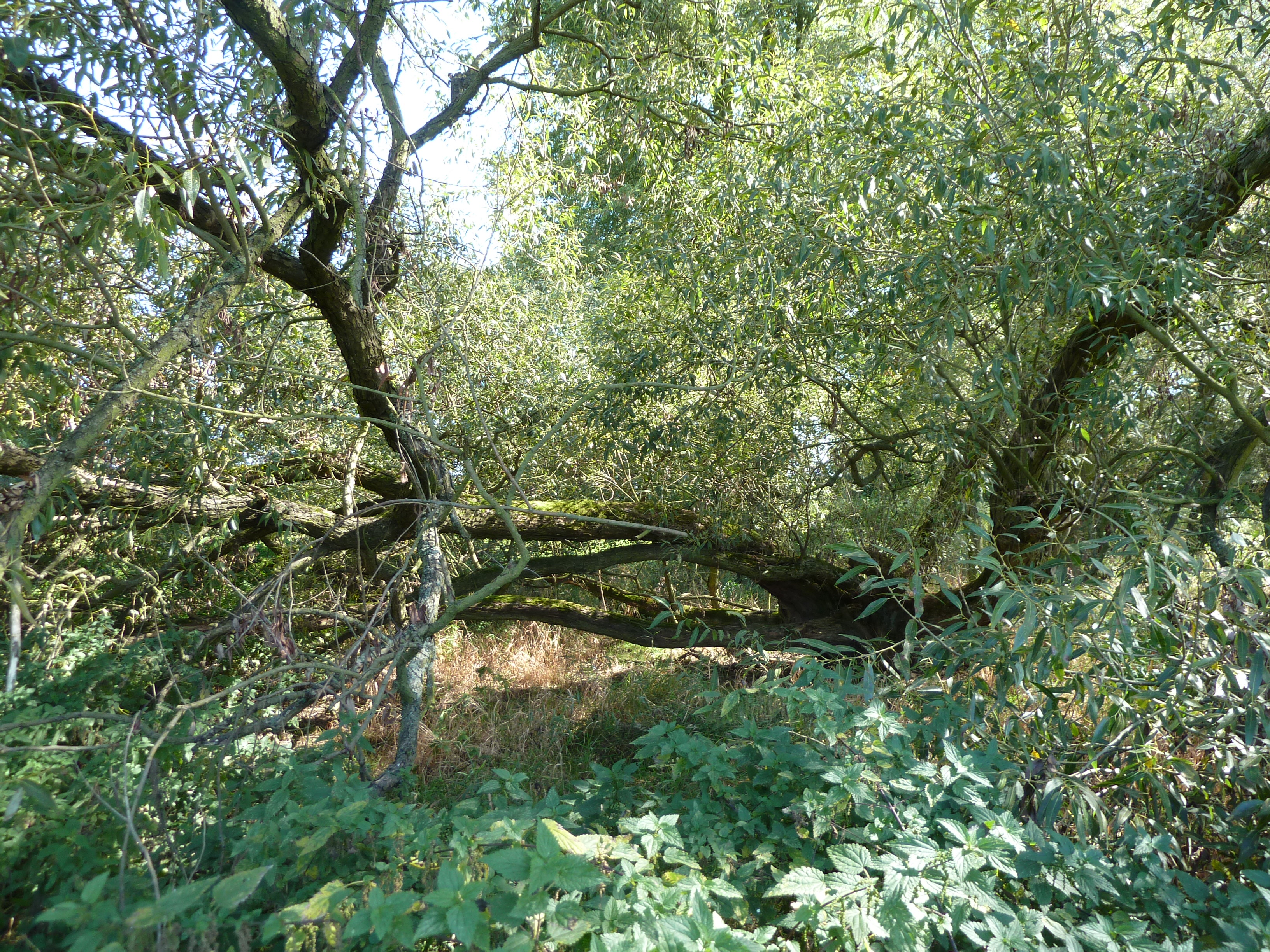